# むつ矢立温泉
むつ矢立温泉（むつやたておんせん）は、青森県むつ市大字田名部字矢立山にある温泉。矢立温泉とも呼ばれるが秋田県の矢立温泉と区別するため施設名は"むつ"を頭につけている。

## 泉質
- ナトリウム-塩化物泉（中性高張性高温泉）（旧泉質名：単純食塩泉）　
  - 源泉温度 52.7℃、pH　7.6、湧出量 300L/min（動力揚湯）[1]

## 温泉地
宿泊施設と日帰り入浴施設を兼ねた「むつ矢立温泉」がある。温泉施設は加水掛け流しで湯色は薄笹色を呈する。内風呂のみで浴室には木製の枕が備えられ、床を流れる湯を感じながら寝ころぶことができる（トド寝）。
周辺には同じ経営者による、ゴルフ練習場、キャンプ場などがある。

## 歴史
1977年（昭和52年）開業。

## アクセス
- JR大湊線 下北駅より車で7分。

## 周辺
- 恐山温泉